# Солнечновский сельский совет (Запорожский район)
Солнечновский сельский совет (укр. Сонячна сільська рада) — входит в состав
Запорожского района
Запорожской области
Украины.
Административный центр сельского совета находится в 
пос. Солнечное.

## История
- 1992 год — дата образования.

## Населённые пункты совета
- пос. Солнечное
- с. Зеленополье
- с. Малышевка
- с. Ручаевка